# 莫雷利亚 (卡斯特利翁省)
莫雷利亚，是西班牙瓦伦西亚自治区卡斯特利翁省的一个市镇。总面积414平方公里，总人口2715人（2001年），人口密度7人/平方公里。